# Castelo de St Fagans

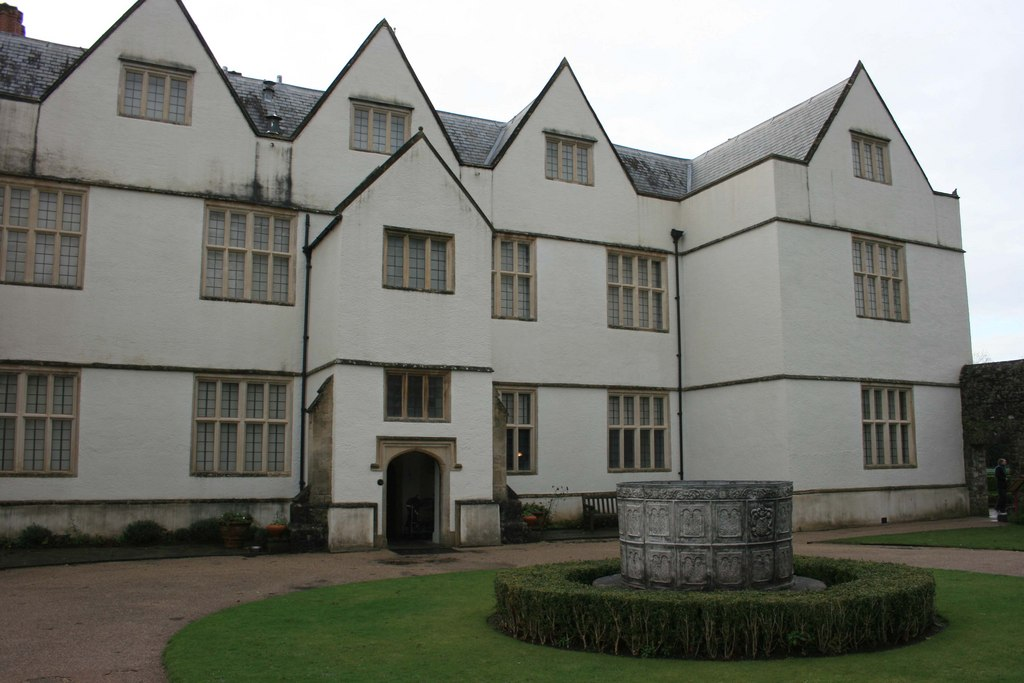
Castelo de St Fagans, País de Gales.

O Castelo de St Fagans (em inglês:  St Fagans Castle) é um castelo do século XVI localizado em St Fagans, Cardiff, País de Gales.

## História
Foi erigido por volta de 1530.
Encontra-se classificado no Grau "I" do "listed building" desde 10 de junho de 1977.